# Cebuella niveiventris
El tití pigmeo suroccidental (Cebuella niveiventris) es una especie de tití que se encuentra en la selva amazónica del suroeste de Bolivia, Brasil, Ecuador y Perú. Anteriormente se consideraba que era conespecífico del tití pigmeo occidental, pero el tití pigmeo oriental tiene las partes inferiores blanquecinas. Aunque el tití pigmeo oriental se distribuye más al este que el tití pigmeo occidental, los principales separadores de sus áreas de distribución son el río Amazonas (río Solimões) y el río Marañón, con el occidental al norte de ellos y el oriental al sur. Recientemente se ha confirmado mediante pruebas de ADN que la especie existe en Ecuador, a cientos de kilómetros al norte del río Marañón.

## Más información
- Boubli, J.P. (2018). «How many pygmy marmoset (Cebuella Gray, 1870) species are there? A taxonomic re-appraisal based on new molecular evidence». Molecular Phylogenetics and Evolution 120: 170-182. doi:10.1016/j.ympev.2017.11.010.

- Datos: Q95573837
- Multimedia: Cebuella niveiventris / Q95573837
- Especies: Cebuella niveiventris